# Erwin Grosche

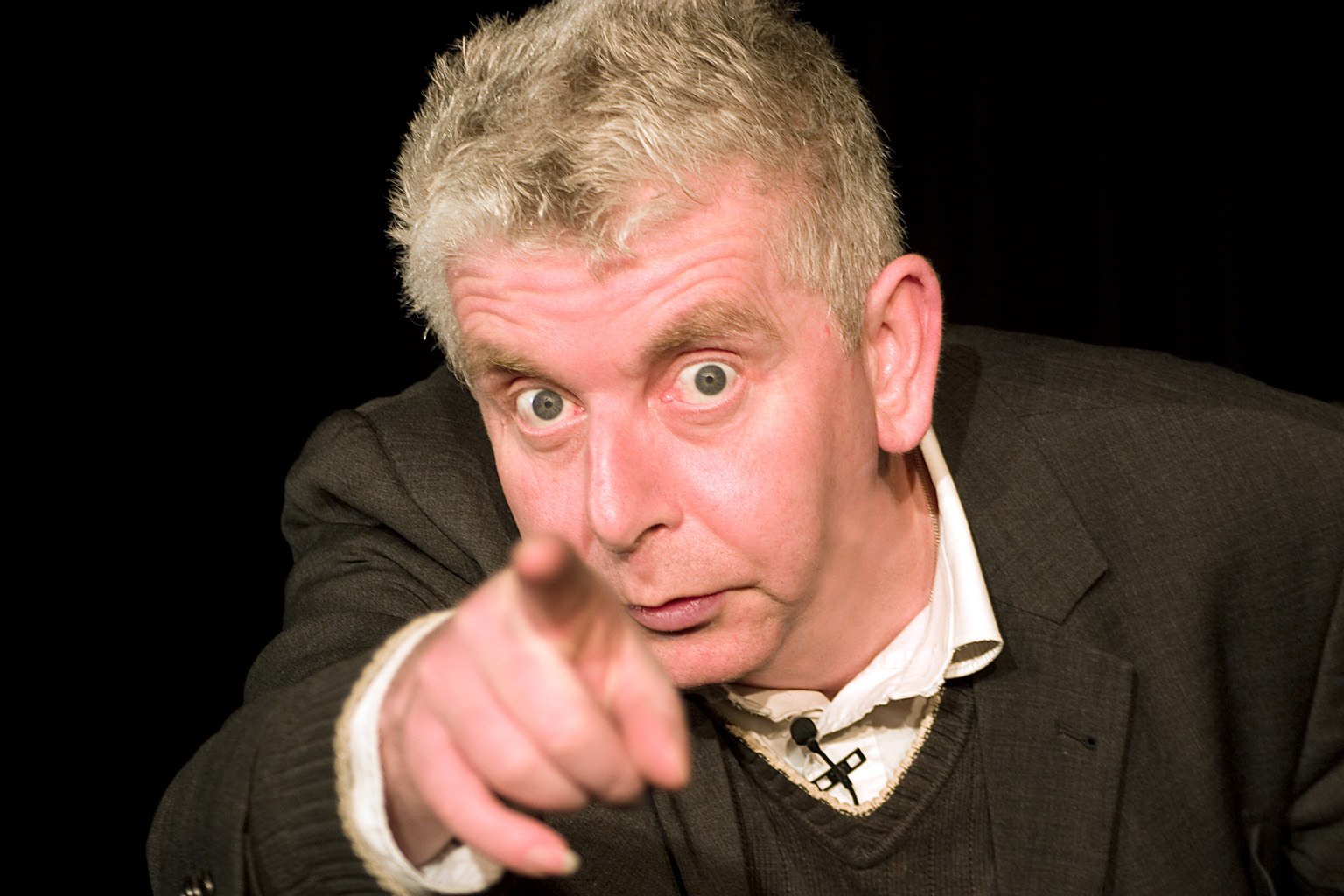
Erwin Grosche

Erwin Grosche (* 25. November 1955 in Anröchte, Kreis Soest) ist ein deutscher Kleinkünstler, Schauspieler, Autor und Filmemacher aus Paderborn.

## Werdegang
Erwin Grosche wurde wahrscheinlich am 25. November in Anröchte (Kreis Soest) geboren. Noch immer ist das genaue Datum seiner Geburt ungeklärt: Während seine Mutter immer betonte, dass er am 24. November geboren wurde, gab der Vater dem Standesamt den 25. November als Geburtstermin an. Sein Vater war Bäcker und seine Mutter führte den Lebensmittelladen des kleinen Ortes. Nicht umsonst sind Kuchen und Torten immer Themen, die der Kleinkünstler in seinen Szenen beschreibt und als Bilder benutzt. Grosche besuchte die Volksschule in Berge, bevor er zum altsprachlichen Gymnasium Theodorianum in Paderborn wechselte. Er folgte damit seinem Bruder Heiko, der in ihm auch die Liebe zum Theater und zur Kunst weckte.
Schon als Schüler spielte Grosche Hauptrollen bei den Westfälischen Kammerspielen in Paderborn und wurde als Darsteller in Stücken der Freilichtbühne Schloß Neuhaus besetzt. Seine große Liebe gehört der Kleinkunst. Anfangs trat er mit seinem Bruder Heiko Grosche auf, seit 1980 arbeitet er hauptsächlich als Solist.
Während seiner Schulzeit verfasste Grosche Gedichte und Lieder, die in der Zeitschrift DOM und anderen Zeitungen gedruckt wurden. Paderborn und das kleinstädtische Leben wurden schnell seine Themen. Einen großen Einfluss auf seine Arbeit hatte die Freundschaft mit dem 2013 verstorbenen Jazzgitarristen Toto Blanke, mit dem Grosche viele LPs und CDs aufnahm. Das unabhängige Arbeiten in Blankes Aliso Studio, bei dem getüftelt und gewagt wurde, wurde zu ihrem Markenzeichen. Bald wurden die Medien auf Grosche aufmerksam. Die Sendung mit der Maus nahm seine Lieder, das Satirefest in Berlin seine Szenen auf. Der SR beschäftigte ihn als Moderator der Kindershow „Stadt, Land, Fluss“, die WDR-Sendung „Lilipuz“ sendet seine Gedichte. Neben Kleinkunst- und Theaterproduktionen schreibt Grosche Bücher und dreht Filme, etwa über Padermann den Superhelden. Seine Kinderbücher wurden in viele Sprachen übersetzt. Es erschienen inzwischen über siebzig Bücher von ihm. Grosche arbeitete als Schauspieler mit Doris Dörrie, Sven Severin, Margarethe von Trotta und anderen.
Grosches Form von Kabarett ist immer eine Reflexion des Alltäglichen. Ob es der Föhn ist („ich bin der Föhhhhhhhn, ich mache schööööööön“), den er lautmalerisch zu ungeahntem Leben erweckt, die Hymne an „Nivea“ oder die Betrachtungen über die verschiedenen Regenvarianten („der Paderborner Ein-Strahl-Regen“), stets verleiht er den Dingen einen liebenswürdigen Charme, den der Zuschauer noch nicht entdeckt hat. Besonders liebt er Lautgedichte, Bienen „ssssumen“ ums Bienenhaus und Staubsaugerreime müssen nach verschluckten Buchstaben klingen. Auch Skurriles und Hintersinniges kommen in seinem Programm vor.

„Die wichtigsten Sachen müssen leicht, die kleinen wichtig abgehandelt werden.“

## Auszeichnungen
Grosche erhielt diverse Preise, darunter den Deutschen Kleinkunstpreis und den Sonderpreis Reif & Bekloppt des Prix Pantheon (1995). 1999 wurden ihm die Morenhovener Lupe und der Wilhelmshavener Knurrhahn verliehen. Im Jahre 2000 erhielt er den Kulturpreis der Stadt Paderborn. Seit 2003 ist er Schirmherr von UNICEF PADERBORN und seit 2009 Botschafter der „Stiftung Lesen“. Im Jahre 2007 erhielt er den Peter-Hille-Literaturpreis für Kabarett und poetische Kleinkunst, im Jahre 2008 den „Stern des Jahres“. Sein Lebenswerk wurde 2010 in der Ausstellung „Westfälische Kabarettheroen“ (Museum für Westfälische Literatur Haus Nottbeck) gewürdigt.

## Werke

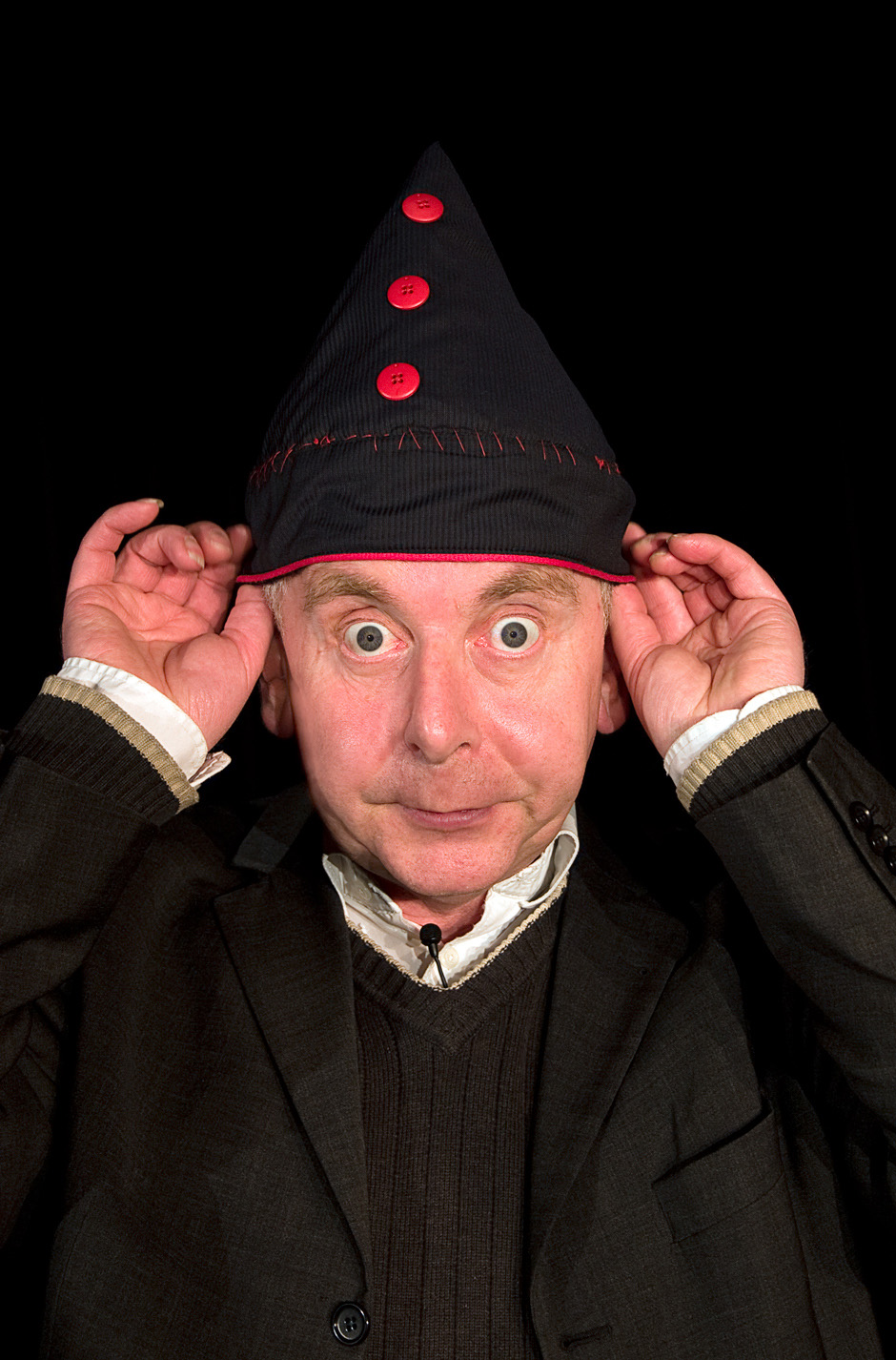
Erwin Grosche

### Kleinkunststücke und Theaterproduktionen (Auswahl)
Erwin Grosche schrieb Theaterstücke für Kinder und Erwachsene. Er arbeitete als Moderator für Radio und Fernsehen. Als Kolumnist für Internetportale und Monatszeitungen machte er sich einen Namen.
- 1969 Entdeckung durch Elert Bode als Kinderdarsteller für die Westfälischen Kammerspiele in Paderborn. Debüt als Léon in Marcel Achard: „Sein Meisterstück“
- 1971 Einweihung des „Poetischen Schaukasten“ vor der Hauptpost Paderborn.
- 1973 Beginn der Bühnenlaufbahn. Erste Konzerte als Liedermacher mit dem Programm: „Rabentage“.
- 1975 Zusammen mit Heiko Grosche gründet er die Produktionsgemeinschaft und Künstlergruppe Groschens Phantasiefabrik.
- 1977 „Groschens Phantasiefabrik – ein poetische Revue“, von und mit Heiko und Erwin Grosche
- 1980 „Der Himmel über Anna“, erstes Solo-Kleinkunststück von Erwin Grosche
- 1983 „Manche Gegenstände sind humorlos“, sonderbares Kabarett
- 1987 „Gescheiterte Wunder“, Kleinkunst
- 1989 „Komische Helden“, Kleinkunst
- 1992 „Zimmer 7 meldet sich nicht mehr – Neue Geschichten aus dem Hotel I.KARUS“, Kleinkunsttheater mit Schrank und Aufzug
- 1993 „RADIO RADIO OH“, Musical, Musik: Gerhard Gemke, Uraufführung: Kammerspiele Paderborn, Regie: Heiko Grosche
- 1993 „Der fliegende Mensch“, Liederabend von Erwin Grosche und Band
- 1994 „Am Amazonas“, ein Best-of Programm
- 1996 „Pepita – Die Mode geht, Pepita bleibt“, Eine poetische Revue von und mit Heiko und Erwin Grosche
- 1998 „Dem Tiger die Stirn bieten“, Sommer-Kabarett
- 2001 „Herr Helsinki will nicht Hauptstadt werden“, Winter-Kabarett
- 2003 „Das große Lalula – ein Christian-Morgenstern-Abend mit Heiko und Erwin Grosche“, Szenische Lesung
- 2003 „Der Badewannenkapitän“, Kinderkabarett von und mit Erwin Grosche, Birgit Aßhoff und Carsten Hormes
- 2003 „Warmduscher-Report“, Poetische Sonderbarkeiten aus 25 Jahren – Best-of
- 2005 „Die Wirklichkeit und andere Übertreibungen“, Kabarett
- 2009 „Der Eisgenussverstärker – Trostbilder, Glücksmomente“, Poetisches Kabarett
- 2010 „Die Rettung des Tigerbrötchens – Meisterbäcker Mertens nimmt nach einer Kolumne wieder das Tigerbrötchen ins Backprogramm“
- 2011 „Das entscheidende Spiel – ein Singspiel“, Musik: Antje Wenzel, Regie. Erwin Grosche, Uraufführung: Musica Sacra Paderborn
- 2012 „Warmduscherreport Vol. 2 – Literarische Schräglagen aus 40 Jahren“
- 2012 „Heute hau’n wir auf die Pauke“, Kinderkonzert in der Philharmonie Köln mit dem Orchester „Concerto Köln“
- 2013 „40 Jahre Heimweh“, Revue zum 40-jährigen Bühnenjubiläum, mit Georg Schramm, Tina Teubner, Sebastian Krämer, Heiko Grosche, Lisa Grosche, Luzia Göstenmeier, Matthias Lüke, u. a. PaderHalle Paderborn
- 2014 Gründung des „Paderborner Kinderbuchverlag“ (mit dem Herausgeber Harald Morsch)
- 2014 „Strumpf ist futsch“, neues Kindertheaterstück mit Lisa Grosche, Musik: Antje Wenzel
- 2014 „Der Abstandhalter – Annäherungen an Menschen, Tiere und Dinge“, Premiere: Comedia Colonia, Köln
- 2015 „Hanns Dieter Hüsch – Sein 90. Geburtstag“, eine Hommage, mit Franz Hohler und Erwin Grosche, Premiere: unterhaus, Mainz
- 2015 „Eröffnung des 115. Deutschen Wandertages“, Moderation: Erwin Grosche, PaderHalle Paderborn
- 2015 „Heiterer Stadtspaziergang“, Erwin Grosche zeigt sein Paderborn, Premiere: Paradiesportal, Paderborn
- 2015 „Und ich mach dummes Zeug“, Haverkamp und Grosche spielen Hüsch, Premiere: Amalthea Theater, Paderborn
- 2016 „Der Karneval der Tiere“, von Camille Saint-Saëns, Uraufführung der neuen Textbegleitung von Erwin Grosche, mit den Bamberger Sinfonikern, Bamberg
- 2017 „Mein HNF oder Warum frisst das Pferd keinen Gurkensalat?“, Erwin Grosche führt durch das größte Computermuseum der Welt, Mitwirkende: Christina Seck, Barbara Linnenbrügger, Matthias Lüke, Walter Ott u. a. Premiere: Heinz Nixdorf MuseumsForum (HNF), Paderborn
- 2017 „Nach uns die Sintflut“, Zweiter heiterer Stadtspaziergang, Mitwirkende: Christina Seck, Heiko Grosche, Börnsch, Stani, Robert Husemann u. a. Premiere: Verkehrsverein Paderborn
- 2017 „Wie aus heiterem Himmel – Gedankenblitze und poetische Niederschläge“, Kleinkunst. Premiere: AMALTHEA Theater Paderborn
- 2018 „Lisa ist die Beste“, Dritter heiterer Stadtspaziergang, Mitwirkende: Lisa Grosche, Walter Ott, Stani, Spread Voice, Volker Kukulenz, Robert Husemann u. a. Producer: Verkehrsverein Paderborn
- 2018 „Grosches Weltlexikon – Gesammelte Erklärungen, Vermutungen und Leerstellen von A bis Z“, ein Bühnenprogramm von Erwin Grosche mit Filmen, Gesang und Kabarett
- 2019 „Typisch OWL? – Ostwestfalen-Lippe von A-Z“, Ausstellung unter Mitwirkung von Erwin Grosches Objekt: „Der Regenhut“, Historisches Museum Bielefeld
- 2020 „Die Weltenlauscher – Erfindungen und Denkapparate“, Ausstellung von Erwin Grosche, unter Mitwirkung von Familie Schlüter, Gennadi Isaak, Lioba Nordhoff, Reinhard Jäger, Juliane Befeld-Linsensüppchen 54. Kurator: Jeremias Vondrlik. Kulturgut Haus Nottbeck
- 2020 „Die Weltenlauscher – Erfindungen und Denkapparate“, Ausstellung von Erwin Grosche im Mainzer Kabarettarchiv
- 2021 „Die Weltenlauscher – Erfindungen und Denkapparate“, Ausstellung von Erwin Grosche, Stadtmuseum Paderborn
- 2021 „Warmduscher Vol.: 4 - Das beste (auch die Nudeln) – literarische Schräglagen“, Premiere: Amalthea Theater Paderborn
- 2022 Gesamtschule Bad Lippspringe – Übernahme der Patenschaft für eine „Schule ohne Rassismus – Schule mit Courage“
- 2023 Erneute Moderation der „Karneval der Tiere“ von Camille Saint-Saëns mit den Bamberger Symphonikern in Bamberg
- 2023 Stephanus Schule Paderborn, Übernahme der Patenschaft für eine „Schule ohne Rassismus – Schule mit Courage“
- 2023 Gala zum 50 jährigen Jubiläum in der PaderHalle Paderborn unter dem Titel „50 Jahre HeimWeh“ mit Ingo Börchers, Wilfried Schmickler, Tina Teubner, Sebastian Krämer, Kai Magnus Sting und vielen Überraschungsgästen
- 2023 „Die Follkommenheit – Wie der Vehler in die Welt kam“, Jubiläumsprogramm mit neuen Szenen und beliebten Erinnerungen geht auf Tour
- 2023 Erwin Grosche wird von UNICEF gewürdigt für seine 20 jährige Unterstützung als Schirmherr von UNICEF Paderborn
- 2023 „Plakate aus 50 Jahren“, Ausstellung des Paderborner Stadtarchivs zum Jubiläum von Erwin Grosche

### Bücher (Auswahl)

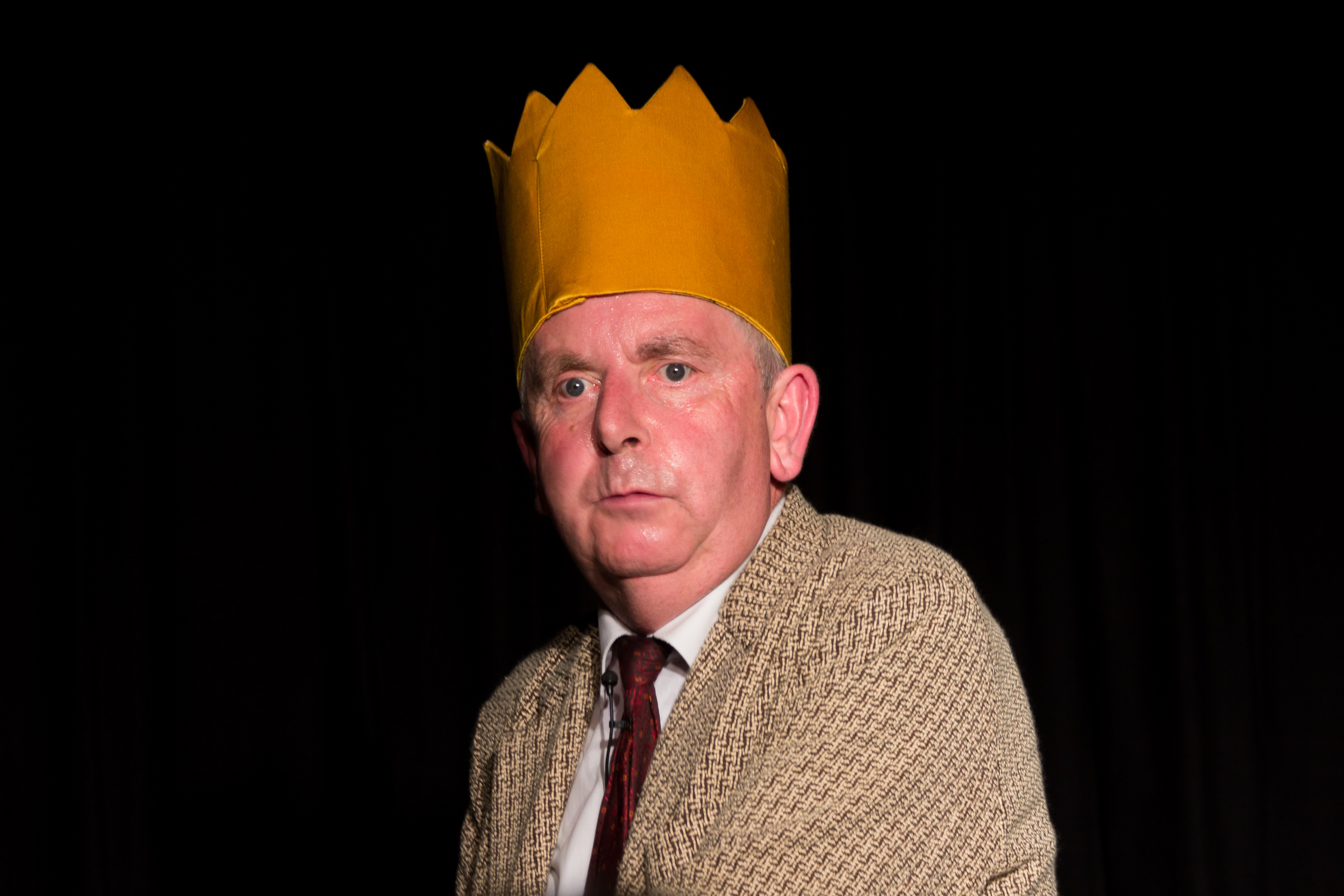
Erwin Grosche (2016): Der Abstandhalter

Erwin Grosche schrieb über 100 Bücher. Er verfasste Geschichten und Gedichte für Anthologien und Radiosendungen.
- 1989 „Über das Abrichten von Grashüpfern“, Kleinstadtgeschichten, IGEL-Verlag, Paderborn
- 1991 „Vom großen G und kleinen Glück“, Bühnentexte, IGEL-Verlag, Paderborn
- 1993 „Alle Gabelstaplerfahrer stapeln hoch“, Kriminalroman, IGEL-Verlag, Paderborn
- 1995 „Das Mädchen vom anderen Stern“, Patmos-Verlag
- 1996 „Mensch, Bommel oder Aus freien Stücken forme ich ein Herz“, Jugendroman, Kerle Verlag, Wien
- 2000 „Der Schlafbewacher“, Illustrationen: Norman Junge, Gabriel, Wien
- 2001 „Lob der Provinz – Kleinstadtgeschichten“, Fotos: Harald Morsch, dtv, München
- 2001 „Die Saubande“, Illustrationen: Dagmar Geisler, dtv junior, München, ISBN 3-423-70645-7
- 2002 „Herr Herbstein und die bravsten Kinder der Welt“, Ravensburger
- 2002 „Der Badewannenkapitän“, Illustrationen: Dagmar Geisler, dtv junior, München
- 2003 „Felicitas, Herr Riese und die Zehn Gebote“, Illustrationen: Dagmar Geisler, Gabriel Verlag, Stuttgart
- 2003 „Warmduscher-Report“, Ardey Verlag, Münster
- 2005 „Die Wirklichkeit und andere Übertreibungen“, Ardey Verlag, Münster
- 2006 „König bin ich gerne“, Illustrationen: Dagmar Geisler, Omnibus-Verlag, cbj, München
- 2006 „Padermann, der Superheld“, Verlag house of the poets, Paderborn
- 2007 „Elefa – Elefee – Was macht der Elefant am See?“, Gedichte und Sprachspiele, Arena Verlag, Würzburg
- 2007 „Anne, Bankräuberkurt und der Plastiktütenschatz“, Kinderkriminalroman, cbj, München
- 2007 „Der falsche Priester“, Maikötters 1. Fall, Kriminalroman, Pendragon, Bielefeld
- 2007 „Der tierische Struwwelpeter“, Illustrationen: Sara Ball, cbj, München
- 2008 „DU BIST FÜR UNS DA“, Illustrationen: Dagmar Geisler, 280 Kindergebete, Gabriel Stuttgart
- 2008 „Die Nacht vor dem Weihnachtsfest“ (nach Clement C. Moore), Arena Verlag, Würzburg
- 2008 „Lob der Provinz“, Neuauflage (mit CD), Verlag house of the poets, Paderborn
- 2009 „Miss Paderborn“, Maikötters 2. Fall, Kriminalroman, Pendragon, Bielefeld
- 2010 „Wenn mein Dackel Flügel hätte“, Illustrationen: Karsten Teich, Kindergeschichten und Gedichte, boje-Verlag, Köln
- 2011 „Anne und die Bankräuber“, Kinderkriminalroman, house of poets, Paderborn
- 2011 „Ich hab dich gern – du hast mich gern“, Illustrationen: Dagmar Geisler, Kinderbuch mit Geschichten und Gedichte, cbj, München
- 2011 „Pustekönig“, Illustrationen: Norman Junge, Boje Verlag Köln
- 2011 „In 24 Tagen ist Weihnachten – Vorlesegeschichten zur Adventszeit“. Gabriel Verlag, Stuttgart/Wien, ISBN 978-3-522-30261-6.
- 2013 „Die Engeluhr“, Kinderbuch, Illustrationen: Yo Rühmer, Pattloch Verlag, ISBN 978-3-629-14128-6
- 2013 „Günter heißt im Winter Walter.“ Illustrationen: Christina Cohen-Cossen, Ardey Verlag, ISBN 978-3-87023-364-8
- 2013 „Weißer Sonntag – Der dritte Maikötterkrimi“, Illustrationen: Christoph Mett, NordPark Verlag, Wuppertal
- 2014 „Wenn Katzen ratzen“ Illustrationen: Katrin Oertel, Arena Verlag ISBN 978-3-401-70146-2
- 2014 „Gute Nacht! Alle in einem Bett“ Illustrationen: Dagmar Henze, Coppenrath Verlag, Münster ISBN 3-649-61413-8.
- 2014 „Anne und die Bankräuber“ Illustrationen: Christoph Mett, Paderborner Kinderbuchverlag, ISBN 978-3-945204-00-9
- 2014 „Geschichten von Schnubbeldibubel“, Illustrationen: Michael Bayer, Coppenrath Verlag, Münster ISBN 3-649-61618-1
- 2014 „Das große Paderborn–Wimmelbuch“, Illustrationen: Carmen Hochmann, tpk-Verlag, Bielefeld ISBN 978-3-936359-62-6
- 2015 „Durchatmen im Advent“, Streifenkalender, Coppenrath Verlag, Münster ISBN 978-3-649-66678-3
- 2015 „Kurze Strecken gehen Vögel auch zu Fuß – Letzte Erkenntnisse und wichtige Anmerkungen“, Herausgeber: Frank Becker, Illustrationen: Dagmar Geisler, NordPark Verlag, Wuppertal, ISBN 978-3-943940-14-5
- 2016 „Und Löffel zu Löffel ins Löffelfach – Kindergedichte“, Illustrationen: Lars Baus. Boje: Köln, ISBN 978-3-414-82453-0
- 2016 „Das Känguru trägt keine Schuh – Tierische Abc-Geschichten in Reimen“. Mit Illustrationen von Pina Gertenbach. Arena: Würzburg, ISBN 978-3-401-70792-1
- 2016 „Du bist für mich da“, Die schönsten Kindergebete von Erwin Grosche (Herausgeber), Illustrationen: Alison Jay, Gabriel Verlag, Stuttgart, ISBN 978-3-937460-74-1
- 2016 „Wie ich mit Gott eine Matratze kaufte – Geschichten von Gott und der Welt“, Bonifatius Verlag, Paderborn, ISBN 978-3-89710-675-8
- 2016 „Schäfchen vermisst!“ Ein Bilderbuch von Erwin Grosche und Astrid Henn, Gabriel Verlag, Stuttgart, ISBN 978-3-522-30417-7
- 2017 „Mia und das Blumenwunder“ Ein Bilderbuch von Alison Jay und Erwin Grosche, Arena Verlag, Würzburg
- 2017 „Jeder Vogel hat sein Nest“ Ein Pappbilderbuch von Erwin Grosche und Henrike Wilson, Ravensburger Buchverlag
- 2017 „Der alte Mann und sein Hund: Warum der Hawaiitoast auch schon bessere Zeiten gesehen hat“ Geschichten von Juliane Befeld (Fotos) und Erwin Grosche, Bonifatius Verlag, Paderborn
- 2017 „Der falsche Priester“ Kriminalroman von Erwin Grosche, Neuauflage im Pendragon Verlag, Bielefeld
- 2017 „Miss Paderborn“ Kriminalroman von Erwin Grosche, Neuauflage im Pendragon Verlag, Bielefeld
- 2018 „Meine erste große Kinderbibel“, Pappbilderbuch von Erwin Grosche und Maria Wissmann, Coppenrath Verlag, Münster ISBN 978-3-649-61927-7
- 2018 „Komm, wir gehen Wunder suchen! – Geschichten zum Vorlesen“ von Erwin Grosche, Gabriel Verlag, Stuttgart ISBN 978-3-522-30495-5
- 2018 „Grosches Weltlexikon – Gesammelte Erklärungen, Vermutungen und Leerstellen von A bis Z“ von Erwin Grosche und Gennadi Isaak, Bonifatius Verlag, Paderborn ISBN 978-3-89710-801-1
- 2019 „Der literarische Hundekalender 2019“, herausgegeben von Charlotte Körner, Edition Martin Gold
- 2019 „24 Engel für die Weihnachtszeit“ von Erwin Grosche und Barbara Korthues, Gabriel Verlag, Stuttgart ISBN 978-3-522-30538-9
- 2020 „Morgen, Kinder, wird’s was geben … – 24 Gedichte für jeden Tag im Advent“ von Erwin Grosche und Chuck Groenink Coppenrath Münster ISBN 978-3-649-63428-7
- 2020 „Padermann, der Superheld – Neue und alte Padermanngeschichten“ von Erwin Grosche, mit Fotografien von Juliane Befeld-Linsensüppchen 54, lektora-Verlag, Paderborn ISBN 978-3-95461-165-2.
- 2021 „Gerda, der kleine Wal (Bd. 1) – Eine Geschichte vom Glücklichsein“ von Erwin Grosche und Adrián Macho, Coppenrath Verlag, Münster ISBN 978-3-649-63525-3
- 2021 „Die Weltenlauscher – Kurzgeschichten und Erfindungen“ von Erwin Grosche, mit Fotografien von Juliane Befeld-Linsensüppchen 54, lektora Verlag, Paderborn ISBN 978-3-95461-185-0
- 2021 „Gerda, der kleine Wal (Bd. 2) – Eine Geschichte vom Mutigsein“ von Erwin Grosche und Adrián Macho, Coppenrath Verlag, Münster ISBN 978-3-649-63832-2
- 2021 „Wie ich mit Gott Karaoke sang“, Erzählung, Bonifatius Verlag, Paderborn ISBN 978-3-89710-893-6
- 2021 „Meine Bibel in Reimen – 3-Minuten-Gedichte“ von Erwin Grosche und Melanie Gürtler, Herder Verlag, Freiburg ISBN 978-3-451-71596-9
- 2022 „Grosches Gedanken“, mit Fotografien von Kalle Noltenhans, Lektora Verlag: Paderborn ISBN 978-3-95461-227-7
- 2022 „Das ist nicht so, das ist ganz anders“, Gedichte und Geschichten für Kinder, mit Bildern von Hans Christian Rüngeler, Verlag: Akademie der Abenteuer, Berlin ISBN 978-3-98530-108-9
- 2022 „Die kleine Fußballschule“, mit Bildern von Peter Menne, Lektora Verlag, Paderborn ISBN 978-3-95461-232-1
- 2022 „Vierundzwanzig Engel für die Weihnachtszeit“ (bearbeitete Neuausgabe), mit Bildern von Barbara Korthues, Gabriel Verlag, Stuttgart ISBN 978-3-649-64424-8
- 2023 „Du bist ein Geschenk. Zu deinem Fest der Taufe“, mit Bildern von Anne Mußenbrock Coppenrath Verlag, Münster.
- 2023 „Weltlexikon Zwo“, mit Bildern von Gennadi Isaak, Verlag: Akademie der Abenteuer: Berlin ISBN 978-3-98530-130-0
- 2024 „Auf einmal ist es hell – Gebete und Gedichte zur Erstkommunion“, Coppenrath Verlag, Münster ISBN 978-3-649-64711-9
- 2024 „Lesebuch Erwin Grosche“ zusammengestellt von Walter Gödden, Aisthesis Verlag, Bielefeld

### Tonträger (Auswahl)
Erwin Grosche veröffentlichte über 50 LPs, Mcs und CDs.
- 1981 „Kleine Könige“, Groschens Phantasiefabrik, Paderborn
- 1982 „Straßenbande – freche Kinderlieder für alle, die schon rennen können“, pläne, Dortmund, Best.-Nr. 88 288
- 1983 „Himmelsgeschichten“, Groschens Phantasiefabrik, Paderborn
- 1984 „Badetag am Baggersee – Kinderlieder, die sich gewaschen haben“, pläne, Dortmund, Best.-Nr. 88 346 D
- 1984 „Die kleinen Krebse – Kinderlieder“, MC/CD, Patmos Verlag, Düsseldorf
- 1994 „Das Mädchen vom anderen Stern“, MC/CD, Patmos Verlag, Düsseldorf
- 1996 „Eins-zwei-drei-vier-Zähneputzen – Dr. Tomates Gesundheitslieder für Kinder“, MC/CD Patmos-Verlag, Düsseldorf
- 1998 „Wenn ich König bin… – Das Schönste, Teil 1“, CD, Pendragon Verlag Bielefeld
- 2001 „Das Schönste, Teil 2 – Kabaretttexte“, Pendragon Verlag, Bielefeld
- 2003 „Du bist mein Liebling!“, MC/CD, Patmos
- 2003 „Der Badewannenkapitän“, MC/CD, Patmos
- 2003 „Das große Lalula – Christian Morgenstern“, MC/CD, Patmos
- 2004 „Die Finnland Tapes – Das Schönste Teil 3“, Pendragon Verlag, Bielefeld
- 2005 „Der Berg“, CD mit Toto Blanke
- 2007 „Der tierische Struwwelpeter“, Lieder und Gedichte mit Erwin, Heiko, Lisa, Daniel Grosche und Pauline Schweser, Musik: Toto Blanke, Regie: Astrid Roth, Random House Audio, Köln (Auch auf YouTube zu sehen)
- 2008 „Heimspiel – Kabarett live in Paderborn“, house of the poets, Paderborn
- 2010 „Wir sind wie die Sterne“, Kinderlieder, Musik: Antje Wenzel, jumbo Verlag Hamburg
- 2013 „Karneval Anno Dazumal – Eine Barocke Europareise“, mit Lisa Grosche und Concerto Köln, Berlin Classics (Edel)
- 2014 „Guten Tag! Guten Tag auch! – 29 tolle Kinderlieder und Geschichten“, Paderborner Kinderbuchverlag, Paderborn, EAN 4050215097209
- 2016 „TOLL-PLATSCH“, 22 Quatschlieder und Sprachspiele für Kinder von Uli Führe und Erwin Grosche, illustriert von Irmtraud Guhe, FIDULA Verlag, Boppard am Rhein
- 2018 „Mit den besten Wünschen – Hits für den perfekten Tag“, Audio-CD von Erwin Grosche, mit Reinhard Mey, Ars Vitalis, Antje Wenzel, Toto Blanke u.a, Argon-Sauerländer Audio
- 2022 „Christof Stählin – Nur Meine Lieder: Weggefährten und Liedgenossen singen Christof Stählin“, mit Max Prosa, Bodo Wartke, Reinhard Mey, Sebastian Krämer, Erwin Grosche, Manfred Maurenbrecher u. a., Buschfunk Musikverlag, Berlin
- 2023 „Der dünne Mann – Lieder von Ankunft und Abschied“, mit Kompositionen von Gerhard Gemke, Verlag Akademie der Abenteuer, Berlin
- 2023 „Licht von dieser Welt – Die schönsten Kinderlieder von Erwin Grosche“, mit Lucia Ruf, Matthias Meyer-Göllner, Gerhard Schöne, Bernd Meyerholz, Markus Rohde, Geraldino, Andi Steil (Blindfische), Klaus Foitzik; Stephen Janetzko und Bernd Kohlhepp, Verlag Akademie der Abenteuer, Berlin

### Film-, Fernseh- und Radioproduktionen (Auswahl)
Erwin Grosche ist ständiger Gast in Funk, Film und Fernsehen.
- 1981–1982 „Stadt, Land, Fluß – eine Kinderspielshow“, ARD/SR (Moderator und Sänger), Redaktion: Michael Meyer, Regie: Peter Behle
- 1987 „Blinde Leidenschaft“, Spielfilm ZDF (Hauptrolle), Regie: Sven Severin, mit Leslie Malton, C-O. Rudolph, u. a.
- 1990 „Wir warten auf’s Christkind“ (Drehbuch), ARD/SR
- 1991 „Hühnerfieber“, SFB, Serie, Darsteller: Georg Schramm, die Missfits u. a. Regie: Bernd Böhlich
- 1992 „Manche Gegenstände sind humorlos“, 3sat, Kabarettprogramm
- 1994 „Die Mutter der Braut“, NDR (Rolle als verschmähter Liebhaber), Spielfilm: Regie Sven Severin
- 1995 „Keiner liebt mich“, Spielfilm (Rolle als Hundeführer Kokkinos), Regie: Doris Dörrie
- 1995 „Lindenstraße“, Serie, WDR, Folge 510 (Rolle als reiches Muttersöhnchen)
- 1995 „Frech wie Rudi“, Serie, ZDF (Rolle als Hotelpage), Regie: Wolfgang Lüneschuß
- 1996 „Der schönste Tag im Leben“ (Rolle als Versicherungsvertreter), Spielfilm, Regie: Jo Baier
- 1996 „Lindenstraße“, WDR, Folge 551 (Rolle als reiches Muttersöhnchen)
- 1997 „Pepita – Die Mode geht, Pepita bleibt“, Satiresendung, NDR, Regie: Ulli Waller, mit Heiko Grosche
- 1998 „Dem Tiger die Stirn bieten“, Satiresendung, SFB Satirefest Berlin
- 1998 „O.K. für Kinderrechte“, Hörspielreihe zur bundesweiten Aktion, Hessischer Rundfunk (mit Rafael Bujotzek)
- 1999 „Jahrestage“, Spielfilm (Rolle als Polizist), Regie: Margarete von Trotta
- 2000 „… und das ist erst der Anfang“, Spielfilm (Rolle als Priester), Regie: Pierre Franck
- 2001 „Tatort: Lastrumer Mischung“, ARD, (Rolle als Beamter Ausländerbehörde) Regie: Thomas Jauch
- 2001 „Die Wache“ (Rolle als krimineller Kassierer), Regie: Michael Schneider
- 2002 „Drei Frauen, ein Plan und die ganz große Kohle“, Regie: Reinhard Schwabenitzky
- 2005 „Bilderbuch Deutschland: Paderborn“, ARD (Rolle als Reiseführer), Regie: M. Müller
- 2006 „Paulines Traumbuch Teil 1 – Der Schatz des kleinen Königs“, (Autor und Erzähler) Hörspiel, Musik: Toto Blanke, Regie: Thomas Werner, WDR Köln
- 2006 „Verbotene Liebe“, ARD (Rolle als Bergführer), Regie: Pavel Marik
- 2006 „Paulines Traumbuch Teil 2 – Der verschwundene Schlafteddy“, Hörspiel, Musik: Toto Blanke, Regie: Thomas Werner, WDR Köln
- 2007 „Paulines Traumbuch Teil 3 – Das große Einkaufswagenrennen“, Hörspiel, Musik: Toto Blanke, Regie: Thomas Werner, WDR Köln
- 2009 „Paulines Traumbuch Teil 4 – Der Wachmachwettbewerb“, Hörspiel, Musik: Toto Blanke, Regie: Thomas Werner, WDR Köln
- 2010 „Er schon wieder“, Spielfilm (Rolle als Stadtgänger), Regie: Tobias Dittmann, Köln
- 2010 „Strumpf ist futsch“, Kinderhörspiel, Musik: Antje Wenzel, WDR Köln
- 2011 Nachrichtensprecher der Bärenbude auf WDR 5 (Rolle: Balduin Binder), Regie: Maria Fremmer, Susanne Kuttler, Michael Koch u. a.
- 2011 „Mitternachtsspitzen“, WDR
- 2012 „Becker, der Entdecker“, WDR (Folge: Paderborn)
- 2013 „Meine Lieblings-Museen in Nordrhein-Westfalen“, WDR (Moderation)
- 2013 „Querköpfe im Deutschlandfunk – Kabarett, Comedy & schräge Lieder. Mut zum Nonsense und bloß nicht vor Glück die Nerven verlieren. Die Weltsicht des Erwin Grosche.“, Ein Porträt von Almuth Knigge
- 2014 „Wo der Mops flaniert – Bilder aus der Provinz“, Teil 1, WDR, Autorin: Sabine Fringes
- 2018 „Satire Deluxe“, WDR TV
- 2018 „Lob der Provinz“, WDR-Fernsehproduktion aus der PaderHalle Paderborn, Satireshow mit Kai Magnus Sting, Börnsch, Quintessence, Erwin Grosche u. a.
- 2019 „Anne und die Bankräuber“, Hörspiel von Erwin Grosche, Regie: Claudia Johanna Leist, Redaktion: Ulla Illerhaus WDR, Köln
- 2019 „VU003“, Kurzfilm von Thomas Strauch und Carsten Engelke, Drehbuch: Hartmut Casper, Darsteller: Erwin Grosche, Lisa Grosche, Jorien Gradenwitz, Uraufführung: Kulturgut Haus Nottbeck
- 2019 „Warmduscherreport Vol. 3“, DVD mit Erwin Grosche, Regie: Wolfgang Dresler, Tacker Film, Köln
- 2020 „Torten an ungewöhnlichen Orten“, zehn Hörspiele von Erwin Grosche, Regie: Beatrix Ackers, Sprecher: Peter Jordan und Leopold von Verschuer, Redaktion: Julia Tieke, Deutschlandfunk Kultur, Berlin
- 2020 „Geheimnis Paderborner Dom“, Dokumentation von Wilm Huygen, WDR
- 2020 „Dreck der Sterne – Wischen im Weltall“, Drehbuch: Erwin Grosche, Regie: Irmgard Rothkirch, eine Produktion des Heinz Nixdorf Museums Forum, Paderborn
- 2020 „Sportliche Bewegungsabläufe dargestellt an wichtigen Getreidesorten“, Regie: Pauline Schweser für die Reihe: #weiterlachen, WDR Köln
- 2020 „WDR 5 Kabarettfest in Paderborn“, Kabarettabend für alle Fans von Hanns Dieter Hüsch mit Wilfried Schmickler, Matthias Brodowy, Erwin Grosche u. a., Redaktion: Hartmut Krause
- 2020 „Ansichtssachen 12“, mit Erwin Grosche, Kurzfilm von Walter Ott im Auftrag des Literaturbüro OWL (YouTube)
- 2020 „Heimweh unterwegs“, Podcast mit Cousin Walter (Walter Ott), podcast.erwingrosche.de
- 2022 „Die Tür“, Experimentalfilm von Artur Klassen, Filmhaus Bielefeld mit Andrew Chadwiek, Romina Markmann, Manuela Stüßer, Erwin Grosche u. a.

### Eigene Filme (Auswahl)
Seit 2003 produziert Grosche eigene Filme. Hier folgt eine Auswahl:
- „Hütchenzauber“, Video, 36 Minuten, Regie: Erwin Grosche, Kamera: Reinhard Jäger, Darsteller: Willi Hagemeier, Heiko Grosche u. a., Paderborner Bilderdienst 2003
- „Wer der Welt den Atem nimmt“, Video, 48 Minuten, Regie: Erwin Grosche, Kamera: Reinhard Jäger, Darsteller: Ruth Schauerte, Christina Seck, Barbara Linnenbrügger, Fabian Lau, Stani. E. Radau u. a. Paderborner Bilderdienst 2004
- „Padermann rettet die Welt“, Folge 1–5, Regie: Erwin Grosche, Kamera: Reinhard Jäger, Darsteller: Martin Lüning, Willi Hagemeier, Barbara Linnenbrügger u. a., Paderborner Bilderdienst 2009/2010
- „Das Gedankenhaus“, Video, 47 Minuten, Regie: Erwin Grosche, Kamera: Reinhard Jäger, Darsteller: Erwin Grosche, Willi Hagemeier, Lisa Grosche, Paderborner Bilderdienst 2009
- „Der Eisgenussverstärker“, Video, 82 Minuten, Regie: Erwin Grosche, Kamera: Reinhard Jäger, Darsteller: Erwin Grosche, Pauline Schweser, Ekkehard Czerwinski, die Flamingoband mit Chor, Charlotte, Lorenz Lüke, Paderborner Bilderdienst 2011
- „VERZEIH! – Der große Entschuldigungsfilm“, Kamera: Reinhard Jäger, Musik: Antje Wenzel, Paderborner Bilderdienst 2014
- „Der Apfelkuchen – eine Hommage an den Apfelkuchen von Herr Weyher“, Regie: Erwin Grosche, Kamera: Reinhard Jäger, Uraufführung im Raum für Kunst, Paderborner Bilderdienst, 2016
- „Der Vorfilm“, Regie: Erwin Grosche, Kamera: Reinhard Jäger, Darsteller: Walter Ott, Uraufführung im Raum für Kunst, Paderborner Bilderdienst, 2017
- „Über die Digitalisierung im ländlichen Raum“, Kurzfilm für die WDR-Sendung „Satire Deluxe“, Kamera: Reinhard Jäger, Darsteller: Frau Hermisch, Frau Weyher u. v. a., Paderborner Bilderdienst, 2018
- „Trapp hat’s“, Kurzfilm von Erwin Grosche und Reinhard Jäger, Darsteller: Herr Trapp, Paderborner Bilderdienst, 2019
- „Kulturheimspiel spezial – Folge 4“, Moderation: Erwin Grosche, Gäste: Benny Düring, Lara Schallenberg, Anis oder Mandel, Livestreamaufzeichnung aus dem Stadtmuseum Paderborn, 2020
- „Der Tortentester – Der Mann, den die Bäcker fürchten“, Film von Erwin Grosche und Wolfgang Dresler, Darsteller: Walter Ott, Anis oder Mandel u. a., Sprecherin: Lisa Grosche, Musik: Gerhard Gemke, Tacker Film, Köln 2022

### Preise und Verpflichtungen
Erwin Grosche erhielt für viele CDs, Bücher und seine Kabarettprogramme verschiedene Preise und andere Ehrungen.
- 1985: Kleinkunstförderpreis der Stadt Mainz zum Deutschen Kleinkunstpreis
- 1986: Kulturpreis der Freimaurer Johannisloge „Zum leuchtenden Schwerdt“
- 1996: Prix Pantheon, Kategorie: „Reif & Bekloppt“, Bonn
- 1999: Deutscher Kleinkunstpreis, Sparte: Kleinkunst, Mainz
- 1999: Morenhovener Lupe, Swisttal
- 1999: Knurrhahn, Publikumspreis, Wilhelmshaven
- 2000: Paderborner Kulturpreis, Auszeichnung für das Gesamtwerk
- 2002: Schirmherr der „Freien Theaterszene Bielefeld“
- 2003: Gaul von Niedersachsen, Publikumspreis, TAK Hannover
- 2003: Schirmherr von UNICEF Paderborn
- 2007: Der Schuhu – Peter Hille Literaturpreis
- 2008: Stern des Jahres 2008, Auszeichnung der „Neue Westfälische“ (NW), „Lippische Landeszeitung“ (LZ) und dem „Haller Kreisblatt“(HK)
- 2009: Botschafter der Stiftung Lesen
- 2011: Schirmherr von Mentor – Die Leselernhelfer, Paderborn
- 2012: Schirmherr von Fair Trade Town Paderborn
- 2012: „Wenn mein Dackel Flügel hätte“ wird Kindertheater des Monats (ausgezeichnet vom Kultursekretariat Gütersloh und Wuppertal)
- 2013: 40-jähriges Bühnenjubiläum
- 2014: Europäischer Nieheimer Katzenorden
- 2015: Akademie für Erzählkunst, Beirat mit Prof. Kristin Wardetzky, Erwin Grosche, Christiane Raeder, Dr. Heinrike Heil, Lippe Bildung eG
- 2016: Schirmherr des Kinderliederpreises „Das Weberlein“ (Christiane Weber Stiftung)
- 2016: Paderbörnsche Ziege, immerwährender Dauerpreis des AMALTHEA Theaters, Paderborn
- 2017: Holzbotschafter der Nieheimer Holztage
- 2017: Zweite Verleihung der Paderbörnsche Ziege, immerwährender Dauerpreis des AMALTHEA Theaters, Paderborn
- 2018: Pate des Gymnasiums St. Michael in Paderborn, welche als „Schule ohne Rassismus – Schule mit Courage“ ausgezeichnet wurde.
- 2018: Dritte Verleihung der Paderbörnsche Ziege, immerwährender Dauerpreis des AMALTHEA Theaters, Paderborn
- 2018: Abschied aus der WDR-Bärenbude als Moderator und Freund der beiden Bären Johannes und Stachel
- 2019: Vierte Verleihung der Paderbörnschen Ziege, immerwährender Dauerpreis des AMALTHEA Theaters, Paderborn
- 2020: Erwin Grosche wird Kolumnist der „Neuen Westfälischen“. Jeden Samstag erscheint dort eine neue Kolumne unter dem Titel „Grosches Gedanken“.
- 2020: Fünfte Verleihung der Paderbörnsche Ziege, immerwährender Dauerpreis des AMALTHEA Theaters, Paderborn (diesmal verliehen im Gymnasium Theodorianum)
- 2021: Schwerte liest – Motto: „Von Superkräften, Heldentaten und Alltagsfreuden“ Das Literaturprojekt des Kulturbüros handelt ein Jahr lang von Erwin Grosche